# 데몬스 (1985년 영화)
《데몬스》(이탈리아어: Dèmoni, 영어: Demons)는 이탈리아에서 제작된 람베르토 바바 감독의 1985년 공포 영화이다. 다리오 아르젠토가 바바 등과 공동 각본을 쓰고 제작도 맡았으며, 우르바노 바르베리니 등이 출연하였다.
1986년 역시 바바가 연출하고 아르젠토가 제작한 속편 《데몬스 2》(Dèmoni 2... L'incubo ritorna)가 개봉하였다. 1989년에 나온 두 번째 속편 《데몬스 3》(La chiesa) 역시 아르젠토가 제작하였으나 감독은 미켈레 소아비로 교체되었다.

## 출연진
- 우르바노 바르베리니
- 나타샤 호비
- 카를 친니
- 피오레 아르젠토
- 파올라 코초
- 파비올라 톨레도
- 니콜레타 엘미
- 미켈레 소아비

## 기타 제작진
- 미술: 다비데 바산
- 추가 음악: 릭 스프링필드, 빌리 아이덜